# Helcogramma novaecaledoniae
Helcogramma novaecaledoniae és una espècie de peix de la família dels tripterígids i de l'ordre dels perciformes.

## Morfologia
- Els mascles poden assolir 4,2 cm de longitud total.[1][2]

## Hàbitat
És un peix marí de clima subtropical que viu entre 3-38 m de fondària.

## Distribució geogràfica
Es troba a Nova Caledònia i Salomó.